# Satmar (dinastía jasídica)
La dinastía jasídica Satmar (en hebreo: חסידות סאטמאר) es un movimiento que adhiere al judaísmo jasídico originario del pueblo de Szatmárnémeti (ahora llamado Satu Mare, Rumania), ubicado en su momento en el reino de Hungría.
La mayor parte de la comunidad vive en Williamsburg, Brooklyn en Nueva York, así como en la comunidad de Kiryas Joel, Monroe Township, Nueva York, y también en Boro Park, Brooklyn, Monsey, Nueva York y otros centros jaredí en Norteamérica, Europa, Israel y Argentina. Durante mucho tiempo y en forma tradicional, el rabino de Satmar, Yoel Teitelbaum, fue el presidente de la Edah Haredit de Jerusalén, aunque ninguno de los pasados rabinos vivió permanentemente en dicha ciudad. Esta tradición terminó en 2006 con el fallecimiento del anterior rabino, Moshe Teitelbaum.
Satmar es uno de los movimientos jasídicos más grandes de la actualidad, aunque no dispone de comparaciones demográficas formales con otros grupos jasídicos. Se estima en 120 000 el número de sus integrantes, sin incluir a un cierto número de movimientos jasídicos húngaros que se adhieren al antisionismo y que se identifican con Satmar.